# Église Saint-Michel de Saint-Pétersbourg
Pour les articles homonymes, voir Saint-Michel.
L’église Saint-Michel est une église luthérienne de style néogothique située sur l’île Vassilievski à Saint-Pétersbourg.

## Histoire
Cette église prend son origine d’une communauté fondée en 1731 dans le bâtiment du premier corps de cadets. Elle se met sous le patronage de l’archange saint Michel en 1834, patron des armées. L’empereur Nicolas Ier ordonne son déménagement en 1841, moyennant une aide financière. La communauté se divise entre les Allemands d’origine et les Estoniens d’origine. Ces derniers construisent l’église Saint-Jean et les Allemands qui se réunissent d’abord dans la maison de Mme Thieblen sur l’île Vassilievsky, finissent par construire l’église Saint-Michel qui est consacrée en 1842. La paroisse s’élève alors à 2 000 fidèles. L’église s’avère bientôt trop petite et le culte continue en plus au corps des cadets qui ouvrent une chapelle en 1847.
Les deux communautés se réunissent finalement en 1861 et une nouvelle église Saint-Michel plus grande est construite entre 1871 et 1876 par Karl Buhmering. Elle est consacrée le 19 décembre 1876.
L’église ferme pendant la période soviétique et la nef est divisée en trois étages pour en faire des bureaux et des ateliers d’usine.
L’église retourne au culte luthérien en 1991. Elle a la particularité d’être une paroisse de langue russe, contrairement aux autres églises luthériennes de la capitale du Nord, où la langue d’origine est toujours pratiquée à côté du russe.